# Central Español Fútbol Club
O Central Español Fútbol Club é um clube de futebol uruguaio com sede na cidade de Montevidéu. Disputa a Segunda Divisão do Campeonato Uruguaio.
Durante alguns anos, foi uma espécie de "clube de aluguel" do empresário Juan Figer.

## Títulos
| NACIONAIS | NACIONAIS                        | NACIONAIS | NACIONAIS              |
|           | Competição                       | Títulos   | Temporadas             |
| --------- | -------------------------------- | --------- | ---------------------- |
|           | Campeonato Uruguaio - 1ª Divisão | 1         | 1984                   |
| Uruguai   | Torneo Competencia               | 1         | 1944                   |
| Uruguai   | Campeonato Uruguaio - 2ª Divisão | 4         | 1928, 1961, 1983, 2012 |